# 돌연변이 닌자 거북이: 슈레더의 복수
《돌연변이 닌자 거북이: 슈레더의 복수》는 트리뷰트 게임스가 제작하고 닷에뮤가 배급한 횡스크롤 진행형 격투 게임이다. 《닌자 거북이》 프랜차이즈 중 1987년 방영한 텔레비전 애니메이션 《거북이 특공대》를 원작으로 한 게임이다. 2022년 6월 16일 마이크로소프트 윈도우, 리눅스, 닌텐도 스위치, 플레이스테이션 4 및 엑스박스 원 플랫폼으로 발매됐다.
코나미가 개발한 1980년대 및 90년대 《닌자 거북이》 아케이드 및 가정용 콘솔 게임들에서 영향을 받은 화풍 및 게임플레이가 특징이다. 《거북이 특공대》 당시 거북이 성우들이 녹음 재참여했다. 티 로페즈가 작곡했으며 기타리스트 조니 아트마, 래퍼 라힘 자르보, 고스트페이스 킬라 및 랙원, 가수 마이크 패튼가 참가했다. 출시 1주일만에 1백만 장 이상 판매고를 올려 상업적 성공을 거뒀다. 2023년 8월 31일 다운로드 가능 컨텐츠 《디멘션 셸쇼크》가 발매됐다.

## 반응
리뷰 애그리게이터 웹사이트 메타크리틱에서 《돌연변이 닌자 거북이: 슈레더의 복수》는 "대체적으로 긍정적인 평가"를 받았다.

## 참조

### 내용주
1. ↑  영어: Teenage Mutant Ninja Turtles: Shredder's Revenge